# Alluvamnasz hettita király
Alluvamnasz viselte a hettita királyi címeket, de az sem biztos, hogy Telipinuszt követte, és az sem, hogy ténylegesen uralkodott-e, bár a „Hettita királylista” (CTH#661) című dokumentumban – egy áldozati listában – felsorolták a nevét. Easton szerint Taharvalijasz után uralkodott. Hasszuilisz testvére, aki később, II. Hantilisz alatt a GAL.MEŠEDI posztját töltötte be. Így talán nagybátyja II. Cidantasznak.
Ha ténylegesen is uralkodó volt, akkor jogcímét Telipinusz leányával, Harapszilisszel kötött házassága teremtette meg, újra a leányági öröködösés látszatát keltve. Azonban ez sem meggyőző bizonyíték a matrilineáris örökléshez, mivel Harapsziliszt és Alluvamnaszt még Telipinusz alatt száműzték Telipinusz fiúgyermekének, Ammunasznak meggyilkolásáért. Massimo Forlanini szerint Telipinusz ifjabb fia, a meggyilkolt Ammunasz öccse.
Telipinusz halálának körülményei és a trónöröklés menetének rendje ismeretlenek, ezért csak feltevésekkel lehet élni. A töredékes feliratok alapján annyi látszik említendőnek, hogy mind Alluvamnasz, mint Ammunasz unokaöccse, Taharvalijasz királyként uralkodtak. Ezen felül sorrendjükről, regnálásuk idejéről és az eseményekről nincs adat.
Alluvamnasz uralkodásának idejét Mitanni erősödése jellemzi, a hurrik nyomásának egy részét ez időben az egyenrangú és baráti hatalom, Kizzuvatna fogta fel. A korról elsődleges forrásunk Halap kormányzójának feliratos emléke, az Idrimi önéletrajz. A forrás alapján Mitanni ez időben elérte a Földközi-tenger partját Alalah közelében, bekebelezve Halapot is.